# Lumba-Bayabao
Lumba-Bayabao è una municipalità di quarta classe delle Filippine, situata nella Provincia di Lanao del Sur, nella Regione Autonoma nel Mindanao Musulmano.
Lumba-Bayabao è formata da 38 baranggay:
- Bacolod I
- Bacolod II
- Bantayao
- Barit
- Baugan
- Buad Lumbac
- Cabasaran
- Calilangan
- Carandangan-Mipaga
- Cormatan Langban
- Dialongana
- Dilindongan-Cadayonan
- Gadongan
- Galawan
- Gambai
- Kasola
- Lalangitun
- Lama
- Lindongan Dialongana

- Lobo Basara
- Lumbac Bacayawan
- Macaguiling
- Mapantao
- Mapoling
- Maribo (Pob.)
- Minaring Diladigan
- Pagayawan
- Posudaragat
- Rumayas
- Sabala Bantayao
- Salaman
- Salolodun Berwar
- Sarigidan Madiar
- Sunggod
- Taluan
- Tamlang
- Tongcopan
- Turogan